# Forestburg (Alberta)
Forestburg es un pueblo canadiense situado en la provincia de Alberta.

## Superficie
Forestburg tiene una superficie de 4,04 km².

## Demografía
En 2021, tenía 807 habitantes, una densidad poblacional de 199,9 hab./km², y 417 viviendas.